# ATC (R02)
Jest to część klasyfikacji anatomiczno-terapeutyczno-chemicznej:
- R – Układ oddechowy
  - R 01 – Leki stosowane w chorobach nosa
  - R 02 – Leki stosowane w chorobach gardła
  - R 03 – Leki stosowane w chorobach obturacyjnych dróg oddechowych
  - R 05 – Leki stosowane w kaszlu i przeziębieniu
  - R 06 – Leki przeciwhistaminowe do stosowania wewnętrznego
  - R 07 – Inne leki stosowane w chorobach układu oddechowego

Obejmuje ona leki stosowane w chorobach gardła:

## R 02 A – Leki stosowane w chorobach gardła
- R 02 AA – Środki antyseptyczne
  - R 02 AA 01 – ambazon
  - R 02 AA 02 – dekwalinium
  - R 02 AA 03 – alkohol dichlorobenzylowy
  - R 02 AA 05 – chlorheksydyna
  - R 02 AA 06 – chlorek cetylopirydyniowy
  - R 02 AA 09 – benzetonium
  - R 02 AA 10 – mirystyl – benzalkonium
  - R 02 AA 11 – chlorchinaldol
  - R 02 AA 12 – heksylorezorcynol
  - R 02 AA 14 – oksychinol
  - R 02 AA 15 – jodopowidon
  - R 02 AA 16 – chlorek benzalkonium
  - R 02 AA 17 – cetrymonium
  - R 02 AA 18 – heksamidyna
  - R 02 AA 19 – fenol
  - R 02 AA 20 – różne: amylometakrezol
  - R 02 AA 21 – oktenidyna
- R 02 AB – Antybiotyki
  - R 02 AB 01 – neomycyna
  - R 02 AB 02 – tyrotrycyna
  - R 02 AB 03 – fusafungina
  - R 02 AB 04 – bacitracyna
  - R 02 AB 30 – gramicydyna
- R 02 AD – Środki miejscowo znieczulające
  - R 02 AD 01 – benzokaina
  - R 02 AD 02 – lidokaina
  - R 02 AD 03 – kokaina
  - R 02 AD 04 – dyklonina
  - R 02 AD 05 – ambroksol
- R 02 AX – Inne
  - R 02 AX 01 – flurbiprofen
  - R 02 AX 02 – ibuprofen
  - R 02 AX 03 – benzydamina